# 翁霍茨克

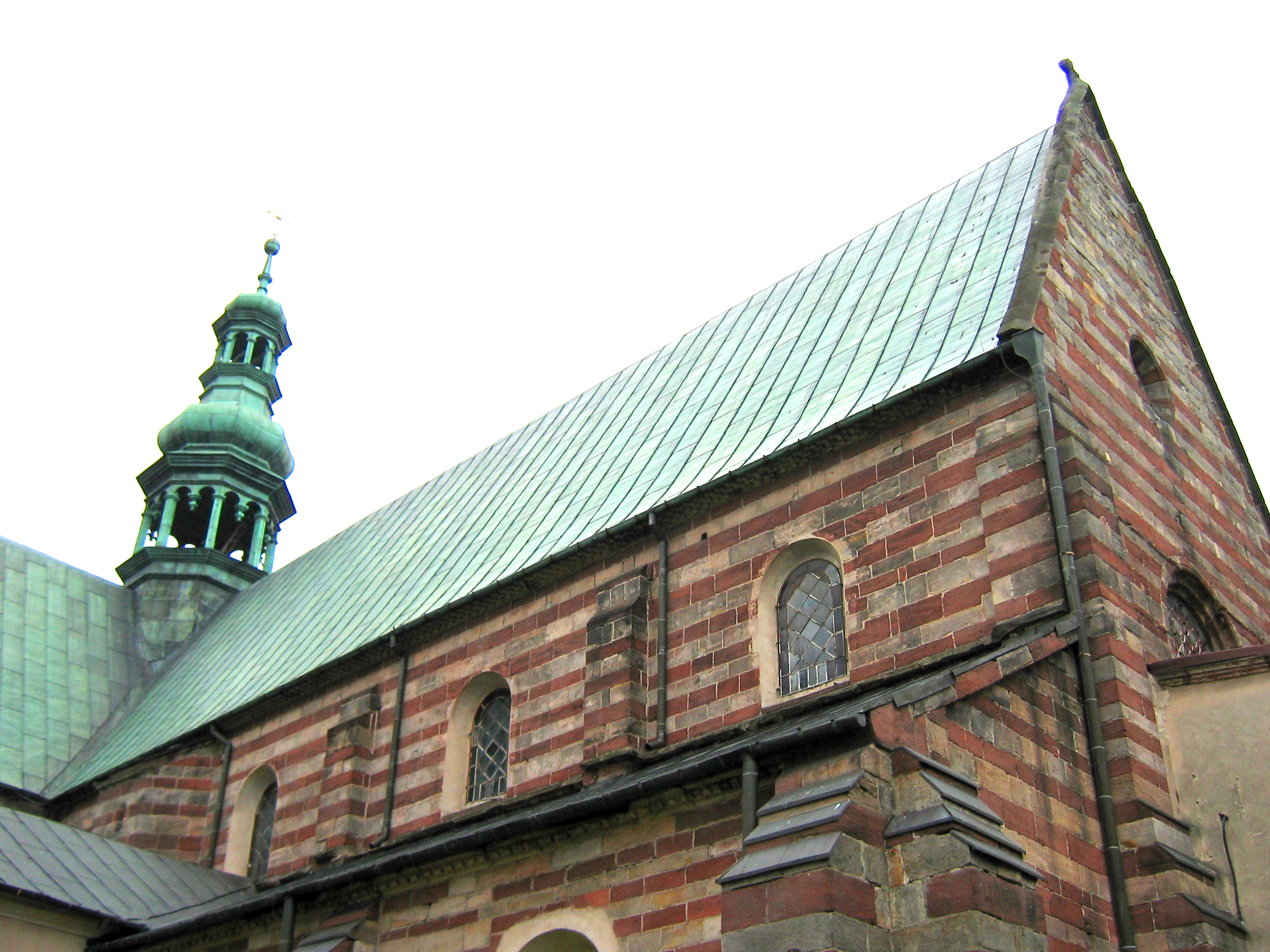

翁霍茨克是波蘭的城鎮，位於該國東南部，距離斯塔拉霍維采5公里，由聖十字省負責管轄，始建於十二世紀，面積16.02平方公里，2006年人口2,760。
51°05′N 21°01′E / 51.083°N 21.017°E